# Кантрев
Ка́нтрев (валл. cantref, ['kantrɛv], традиційна англійська назва — hundred) — одиниця адміністративного поділу середньовічного Уельсу, що відігравала центральну роль в організації системи правосуддя відповідно до валлійських законів.

## Походження
У Середньовіччі весь Уельс поділявся на кантреви, а ті, у свою чергу, на коммоти (cymydau, одн. cwmwd). Слово «кантрев» складено з двох коренів: cant 'сто' і tref. Слово tref у сучасній валлійській мові означає «невелике місто», але раніше воно позначало набагато меншу область (що збережено у сучасному валлійському слові pentref — воно означає просте село, але буквально означає «центр tref'а»). Припускається, що поділ на кантреви передував поділу на коммоти. Розмір кантревів міг бути різним: більшість поділялась на два-три коммоти, але до найбільшого кантреву — Кантрев Маур або Великий Кантрев, — в Істрад-Тіві (нині графство Кармартеншир) входили сім коммотів. Уявлення про середній розмір кантреву дає той факт, що острів Англсі поділявся на три кантреви: Кемайс, Аберфрау й Росір.

## Судочинство
Поділ на кантреви відігравав особливу роль у судочинстві. В кожному кантреві був свій суд, що являв собою зібрання uchelwyr, «благородних», тобто найбільших землевласників кантреву. Головував на суді король чи його представник. Окрім суддів, на суді були присутніми секретар, пілорус і (якщо необхідно) два професійних адвокати. Суд кантреву розглядав справи про злочини, встановлення кордонів та спадщину. Згодом багато функцій суду кантреву перейшли до суду коммота, та в деяких областях назви коммотів відомі куди краще, ніж назви кантревів.

## Список кантревів

### Гвінед
- Кемайс (Cemaes)
- Аберфрау (Aberffraw)
- Росір (Rhosyr)
- Арфон (Arfon)
- Арлехвед (Arllechwedd)
- Дінллайн або Кантрев-Ллін (Dinllaen, Cantref Llŷn)
- Кімідмайн (Cymydmaen)
- Гафлогіон (Gaflogion)
- Дінодінг (Dunoding)
- Рос (Rhos)
- Руфоніог (Rhufoniog)
- Діфрін-Клвід (Dyffryn Clwyd)
- Тегейнгл (Tegeingl)

### Повіс
- Майлор (Maelor)
- Пенллін (Penllyn)
- Свід-і-Вайн (Swydd y Waun)
- Арвістлі (Arwystli)
- Мохнант (Mochnant)
- Кивейлиог (Cyfeiliog)
- Кайрейніон (Caereinion)
- Мехайн (Mechain)
- Кедевайн (Cedewain)
- Гуртейрніон (Gwrtheyrnion)
- Ельфайл (Elfael)
- Майліенід (Maelienydd)
- Біеллт (Buellt)

### Дехейбарт
- Пенведіг (Penweddig)
- Іс-Айрон (Is Aeron)
- Івх-Айрон (Uwch Aeron)
- Кемайс (Cemais)
- Пебідіог (Pebidiog)
- Рос (Rhos)
- Дейгледів (Deugleddyf)
- Пенфро (Penfro)
- Кантрев-Гвартав (Cantref Gwarthaf)
- Емлін (Emlyn)
- Кантрев-Маур або Великий Кантрев (Y Cantref Mawr)
- Кантрев-Біхан або Малий Кантрев (Y Cantref Bychan)
- Егіног (Eginog)